# Bojko Raszkow
Bojko Iliew Raszkow, bułg. Бойко Илиев Рашков (ur. 28 września 1954 w Ognjanowie w gminie Gyrmen) – bułgarski prawnik, urzędnik państwowy i polityk, deputowany do Zgromadzenia Narodowego, w 2021 wicepremier ds. porządku publicznego i bezpieczeństwa, od 2021 do 2022 minister spraw wewnętrznych.

## Życiorys
W 1979 ukończył prawo na Uniwersytecie Sofijskim. Został później wykładowcą i docentem na Uniwersytecie Gospodarki Narodowej i Światowej, w 2016 objął na nim katedrę prawa karnego. Od 1981 do 1992 był śledczym w regionalnej służbie śledczej w Sofii, od 1995 do 2001 kierował państwową służbą śledczą (NSS) na poziomie krajowym, będąc zastępcą prokuratora generalnego. W latach 2001–2005 zasiadał w Zgromadzeniu Narodowym 39. kadencji z listy Koalicji na rzecz Bułgarii. Od stycznia 2008 do maja 2009 był zastępcą ministra sprawiedliwości, powrócił też do pracy w NSS jako dyrektor departamentu. Od 2013 do 2018 pozostawał dyrektorem państwowego biura zajmującego się kontrolą stosowania specjalnych środków w śledztwach (NBKSRS).
W maju 2021 powołany na urzędy wicepremiera ds. porządku publicznego i bezpieczeństwa oraz ministra spraw wewnętrznych w przejściowym gabinecie Stefana Janewa. Pozostał na tych stanowiskach w utworzonym we wrześniu 2021 drugim technicznym rządzie tego samego premiera. W grudniu 2021 zakończył pełnienie funkcji wicepremiera. W powołanym wówczas rządzie Kiriła Petkowa utrzymał stanowisko ministra spraw wewnętrznych (z rekomendacji ugrupowania Kontynuujemy Zmianę). Urząd ten sprawował do sierpnia 2022. W wyborach z października 2022 i kwietnia 2023 z ramienia PP uzyskiwał mandat posła 48. i 49. kadencji. W czerwcu 2024 oraz październiku 2024 zostawał deputowanym 50. i 51. kadencji (gdy Kirił Petkow po tych wyborach decydował się objąć mandat z innego okręgu).